# Río Víchegda
El río Víchegda (también transcrito como Výchegda o Vítchegda) (en ruso: Вычегда; en komi: Ežva) es un largo río, un afluente del río Dviná Septentrional. Su longitud total es 1130 km y su cuenca drena una superficie de 121 000 km². Administrativamente, el río discurre por la República de Komi y el Óblast de Arcángel de Rusia.

## Geografía
El río Víchegda nace en la parte sureste de los montes Timán, en la República Autónoma de Komi, a pocos kilómetros al sur de la pequeña localidad de Zelenéts, no muy lejos del piedemonte occidental de los montes Urales, a unos 300 km al oeste de los Urales septentrionales. El río discurre primero en dirección oeste, y a la altura de Vóldino, después de recibir el río Vol por la derecha, gira hacia el sur. Luego pasa frente a las localidades de Pozheg, Sedtydin, Miéldino y Ust-Nem, pasada la cual recibe por la izquierda al río Nem. 
El río vuelve de nuevo a dirigirse hacia el Oeste, bañando Lebiazhsk y Seriag, para recibir por la izquierda al río Sévernaya Keltma. Sigue manteniendo dirección oeste, atravesando Ust-Kulom, Dereviansk y Anyb, y al poco recibe por la derecha al río Víshera, un poco antes de Storozevsk. Pasa por Pezmog, Kortkeros, Mazda y Krasnozatokski, donde recibe por la izquierda a uno de sus más importante afluentes, que viene del Sur, el río Sýsola (487 km).
Al poco llega a la capital de la república, Syktyvkar (230.011 hab. en 2002) y pasada la ciudad, el río gira 90 grados hacia el Norte, bañando Ezva y Casovo — donde describe un gran meandro en el que recibe por la izquierda al río Pozheg— y Vogvádino, donde recibe por la izquierda al río Vym, el más largo de sus afluentes (499 km). Gira de nuevo hacia el Oeste, pasando por Ust-Vim, Áikino, Vezdino, Gam, Zesart y Mežog. 
Abandona aquí Komi y se adentra en el Óblast de Arcángel, donde al poco recibe por la derecha al río Yárenga, donde se localiza la ciudad de Yárensk (4100 habs.). El río emprende aquí dirección Suroeste, pasando por Irta, Litvínovo y Jaritónovo, pasada la cual recibe por la izquierda al río Víled. Sigue por Koriazhma (42 811 habs.), Solvychegodsk (2843 habs.) y, finalmente, Kotlas (60 600 habs.), justo en la desembocadura con el Dviná en su margen izquierda.

## Mapas

El Víchegda (Вычегда) en un mapa del río Dviná Septentrional
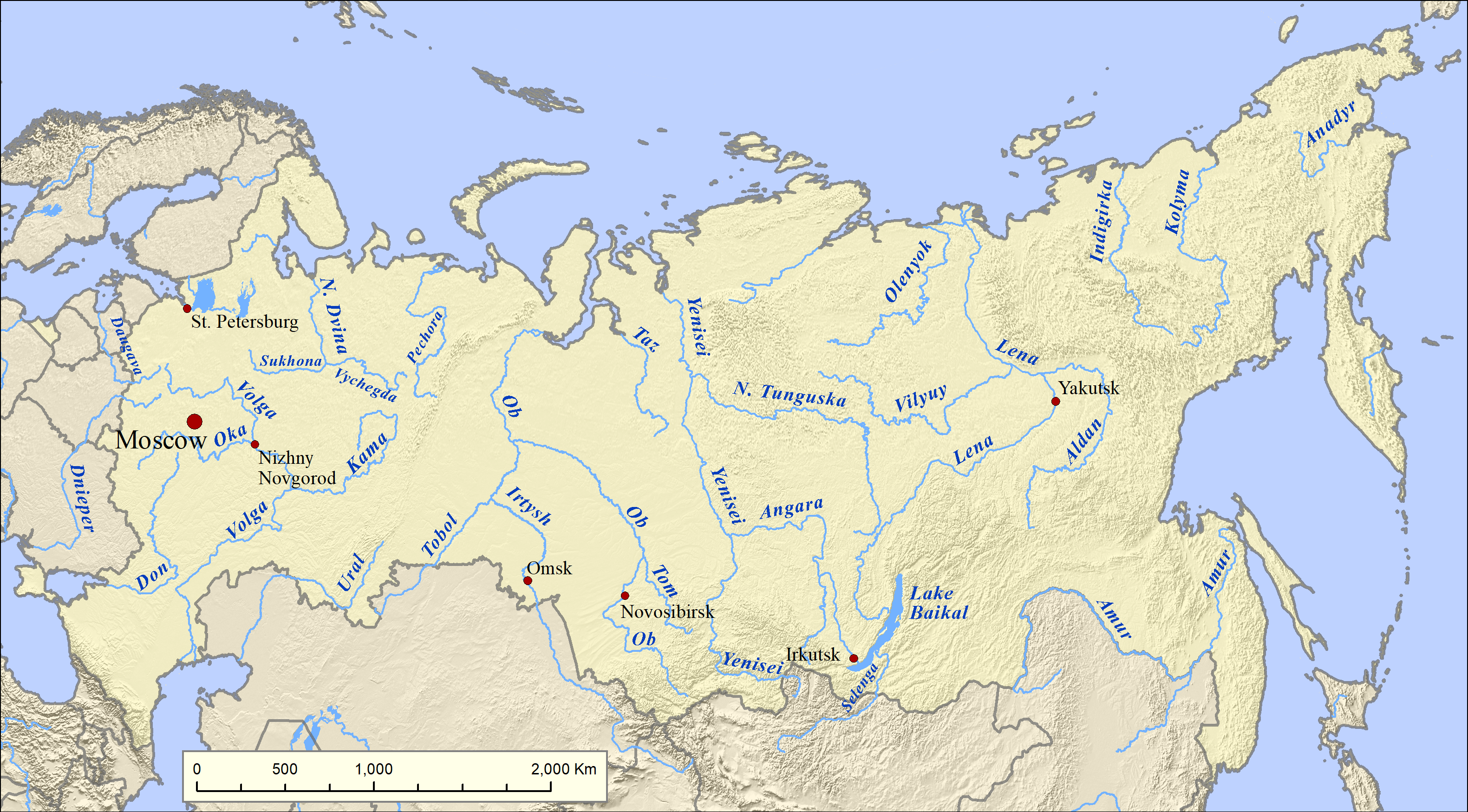
El Víchegda en un mapa de los ríos de Rusia

## Afluentes
Los principales afluentes del río Víchegda son, desde la fuente a la boca, por la derecha, los ríos Vol, Víshera (247 km y una cuenca de 8780 km²)), Vym (499 km y 25 600 km²) y Yárenga; y, por la izquierda, los ríos Nem, Sévernaya Keltma, Lokchim, Sýsola (487 km y 17 200 km²) y Viled.
El río Víchegda es navegable en la primavera durante un tramo de 959 km (aguas arriba desde la boca hasta Vóldino) y de 693 km río arriba desde la boca (hasta Ust-Kulom) en el verano y otoño. En el invierno (a partir de finales de noviembre a abril) el río permanece congelado. 
El río Víchegda está conectado, a través de un canal de navegación, el canal Katerina, con el río Kama, un afluente del río Volga. Los buques pueden conseguir el mismo objetivo también remontando hasta la confluencia con el Dviná Septentrional, y después, remontando el curso superior de éste a través del río Sújona.